# Charly In-Albon
Charly In-Albon (ur. 23 czerwca 1957 w Brig-Glis) – były szwajcarski piłkarz, w trakcie kariery piłkarskiej grający na pozycji obrońcy.

## Kariera piłkarska

### Klub
In-Albon przez całą piłkarską karierę występował w klubach szwajcarskich. Reprezentował barwy klubów FC Sion oraz Grasshopper Zurych.

### Reprezentacja
W latach 1977−1986 In-Albon rozegrał 40 meczów w reprezentacji Szwajcarii, w których zdobył jedną bramkę. W kadrze zadebiutował 5 października 1977 roku w towarzyskim meczu przeciwko reprezentacji Finlandii.

## Trener
Po zakończeniu kariery piłkarskiej w 1991 roku rozpoczął pracę trenerską. Do tej pory pracował w klubach z niższych lig. Wyjątkiem − FC Sion.